# هالی هیل
هالی هیل(به انگلیسی: Holly Hill) شهری در ایالت کارولینای جنوبی کشور ایالات متحده آمریکا است که جمعیت آن در سرشماری سال ۲۰۱۰ میلادی، ۱٬۲۷۷ نفر بوده‌است.